# フォルクオペラ歌劇場

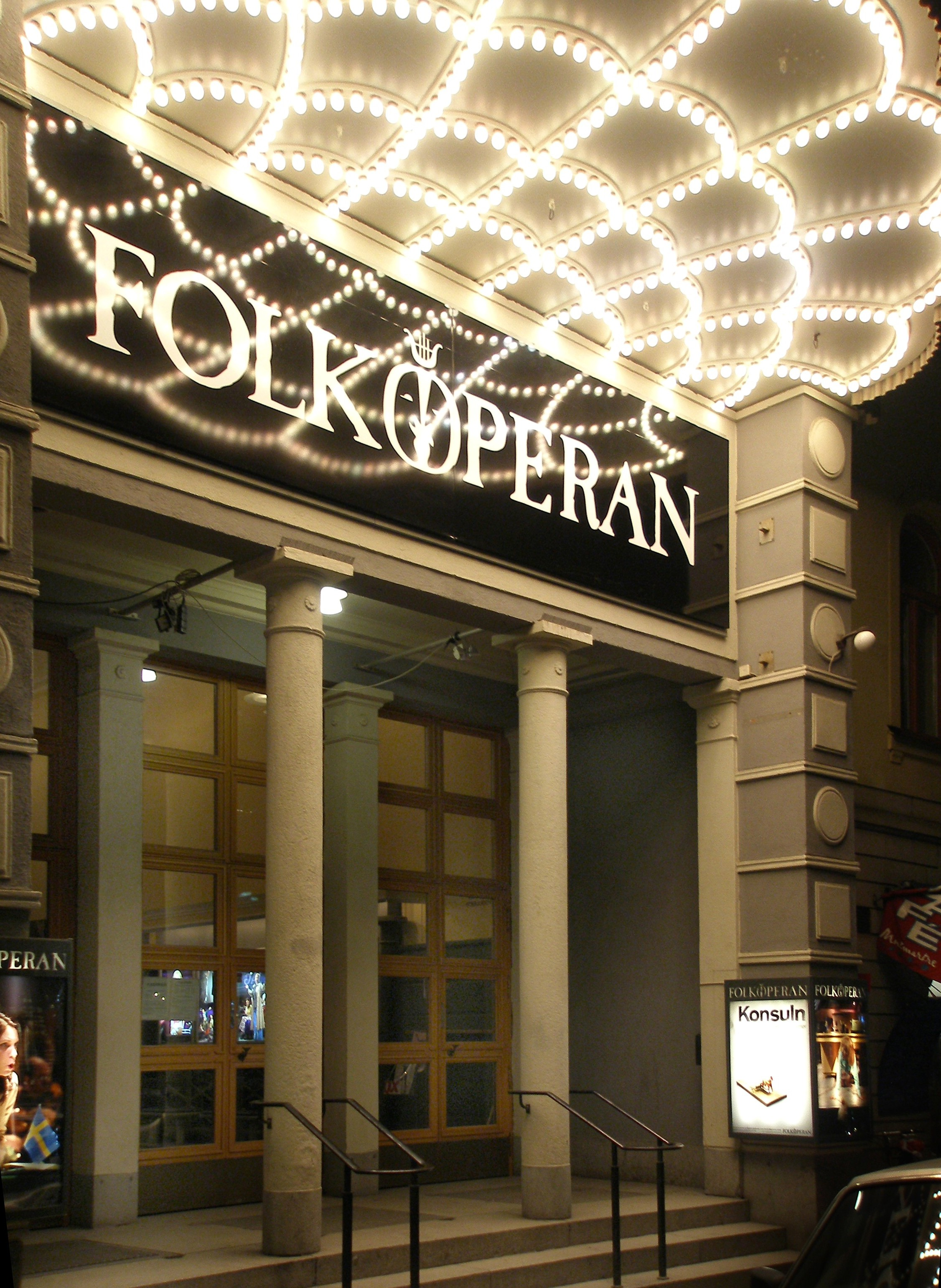

フォルクオペラ歌劇場（Folkoperan）はスウェーデン・ストックホルムにある1976年に設立された歌劇場である。伝統的な部分以外でも型に捉われないユニークな演目でオペラ・ファンに知られ、フリーのオペラ歌手と音楽家のための重要な歌劇場として長年に渡って知られてきた。集客の面でも北欧で最も成功している歌劇場の1つである。